# Blek spindelgröppa
Blek spindelgröppa (Leucogyrophana sororia) är en svampart som först beskrevs av Edward Angus Burt, och fick sitt nu gällande namn av Ginns 1976. Enligt Catalogue of Life ingår Blek spindelgröppa i släktet Leucogyrophana,  och familjen Hygrophoropsidaceae, men enligt Dyntaxa är tillhörigheten istället släktet Leucogyrophana,  och familjen Coniophoraceae. Arten är reproducerande i Sverige. Inga underarter finns listade i Catalogue of Life.